# Isachne multiflora
Isachne multiflora là một loài thực vật có hoa trong họ Hòa thảo. Loài này được (Thwaites) Ferguson mô tả khoa học đầu tiên năm 1880.